# Barlaam i Josafat
|  | Per a altres significats, vegeu «Josafat». |

Barlaam i Josafat són els protagonistes de la narració llegendària del mateix nom, basada en la història de Gautama Buda, fundador del budisme. Durant l'edat mitjana, es pensava que eren personatges reals i foren considerats com a sants de l'Església catòlica i l'Església ortodoxa grega, amb festivitat litúrgica pròpia, el 26 d'agost i el 27 de novembre respectivament, malgrat no rebre mai la canonització oficial.

## Llegenda
La narració, d'acord amb la llegenda, diu que el rei Abenner o Avenier de l'Índia, cap al segle iv, va perseguir els cristians del seu regne, que havia estat evangelitzat per sant Tomàs apòstol. Els astròlegs van predir que el seu fill es faria cristià; per això, i per evitar-ho, el rei va mantenir el seu fill Josafat tancat i aïllat del món. Malgrat això, Josafat entrà en contacte amb l'eremita cristià Barlaam i es convertí al cristianisme. Llavors, ho proclamà i defensà la seva nova fe davant del seu pare, que també s'hi convertí, va abdicar en el seu fill i es va retirar al desert a fer vida eremítica. Josafat, al seu torn, també abdicà i es retirà a viure a l'ermita del seu mestre Barlaam.

## Origen budista
La llegenda està basada en la vida de Siddharta Gautama, també aïllat pel seu pare tant del patiment humà com de la influència religiosa exterior. Igual que ell, Josafat descobreix que fora de palau existeixen el dolor i la mort i això canvia la seva vida, convertida en un intent de comprendre'ls i superar-los. El buda original és qui abraça la vida ascètica i ensenya els altres el seu descobriment, mentre que en la llegenda és al revés, un anacoreta mostra el jove príncep la via d'escapament del dolor a través de la religió.
L'origen directe es trobaria en una biografia abreujada en un text sànscrit del budisme Mahayana (Lalitavistara Sūtra), d'entre els segles II-IV, que, mitjançant una versió maniquea, arribà a la cultura islàmica i es transcrigué a l'àrab en el Kitab Bilawhar wa-Yudasaf, text del segle viii, escrit a Bagdad. Altres estudiosos apunten a una versió sogdiana intermèdia.

## Cristianització
Ioasaph (en georgià Iodasaph, en àrab Yūdhasaf o Būdhasaf) deriva del sànscrit Bodhisattva, 'ésser il·luminat'. La contaminació va veure's accelerada per la confusió del Buda amb un sant anomenat Yuz Asaf, que els musulmans consieren que és Jesús (Isa) després de la resurrecció.
Amb el canvi de nom i la difusió de la llegenda en versions orals, es va produir la seva cristianització, on l'antic Buda esdevé un protosant que descobreix en el cristianisme la solució als mals que descobreix fora de palau. L'addició de miracles, àngels i la conversió mitjançant l'eremita van anar-se afegint en successives narracions. La tradició atribueix la primera narració cristianitzada a Joan Damascè, però no se'n conserva cap prova documental.
La llegenda es va posar per escrit per primer cop al segle x, dins l'èpica georgiana Balavariani.. Eutimi l'Il·luminador va traduir-la al grec i d'aquesta llengua passà al llatí, fet que permeté la seva difusió per tot Europa. Una prova de la seva popularitat és la seva inclusió a la Llegenda àuria, un dels reculls hagiogràfics més copiats i narrats de l'edat mitjana.

## Versions
La llegenda va ser recreada en nombrosos formats i llengües. En llatí es va recollir dins l'Speculum historiale de Vicenç de Beauvais (1190-1264). Gui de Cambrai la va traduir al francès.
La llegenda tingué gran èxit en llengua castellana, on ja es recull al Calila e Dimna o el Sendebar. Durant el segle d'or Juan de Arce Solórzano publica La historia de los dos soldados de Cristo, Barlaan y Josafat, que servirà de base a una comèdia de sants de Lope de Vega, qui va afegir en 1611 una subtrama amorosa amb una princesa captiva que intenta temptar Josafat i una disputa entre els savis d'altres religions que només serveix per refermar el príncep en la nova fe.
En català, Abraham ben Semuel ha-evi ibn Hasday va traduir-la d'una versió hebrea com El príncep i el monjo. L'èxit de la història va provocar que es conegués entre cristians d'arreu del món, com prova la versió etíop Baralâm and Yĕwâsĕf.

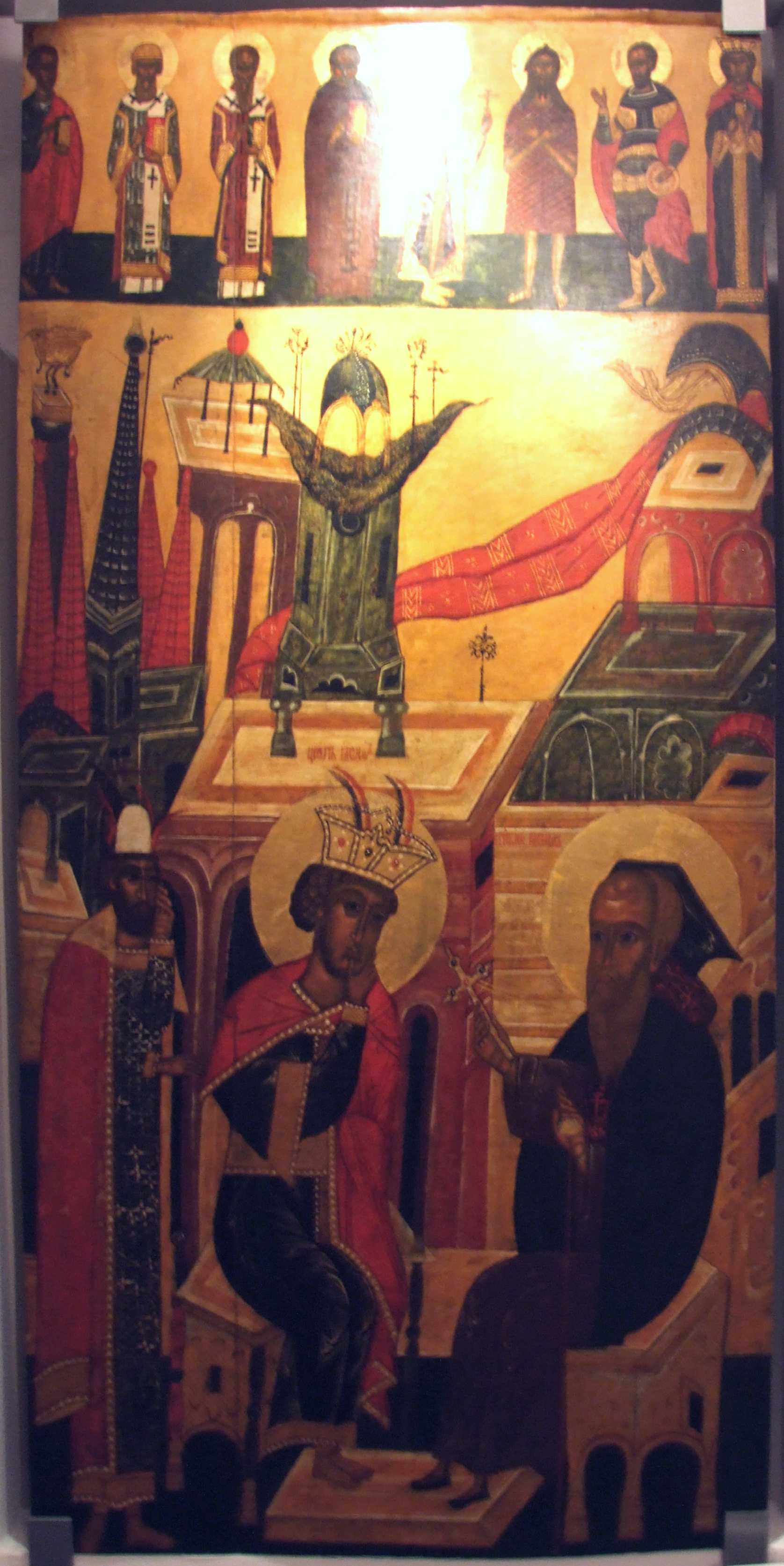
Icona russa, s. XVI (Moscou, Museu Andrei Rublov)
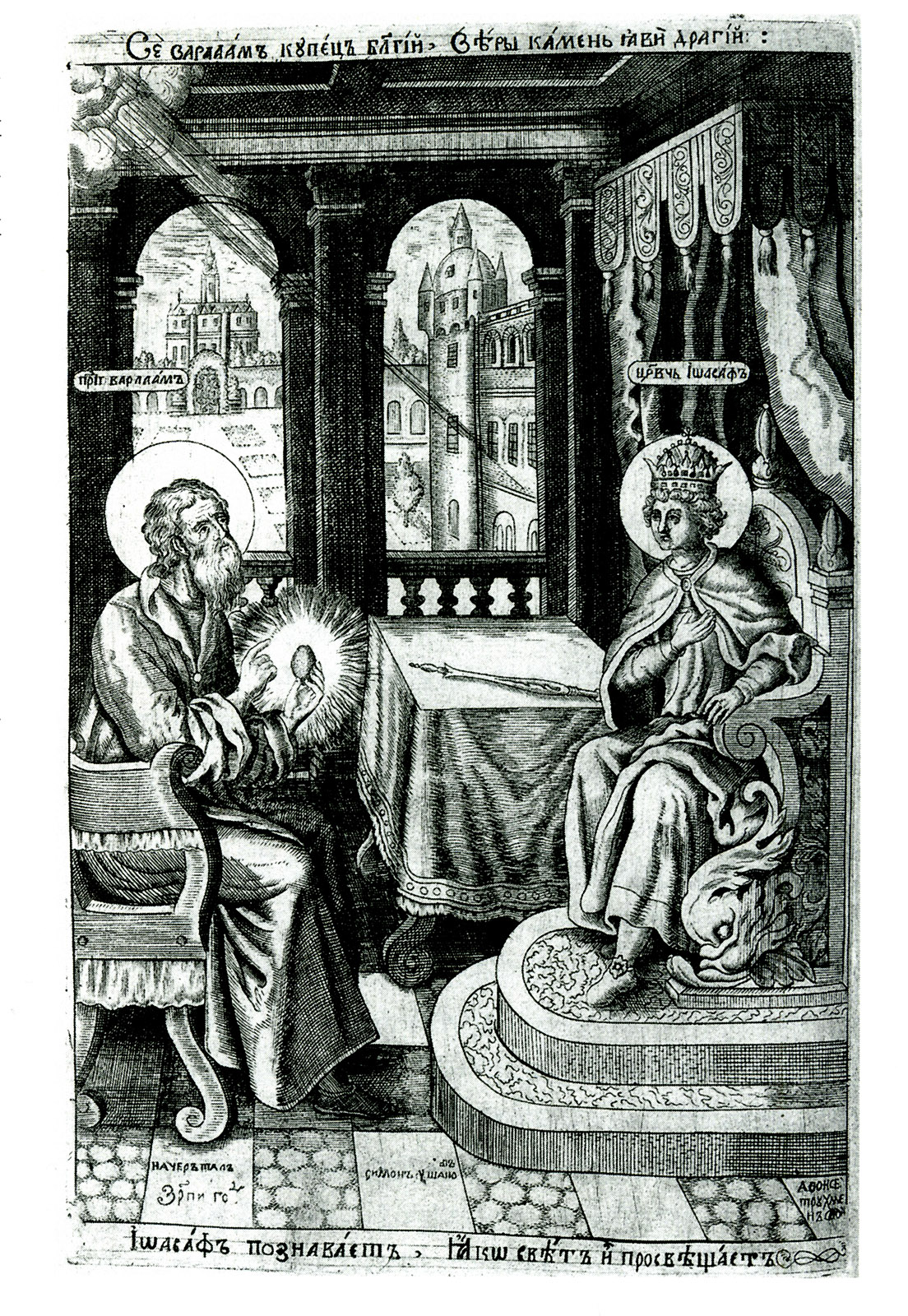
Gravat rus de 1680
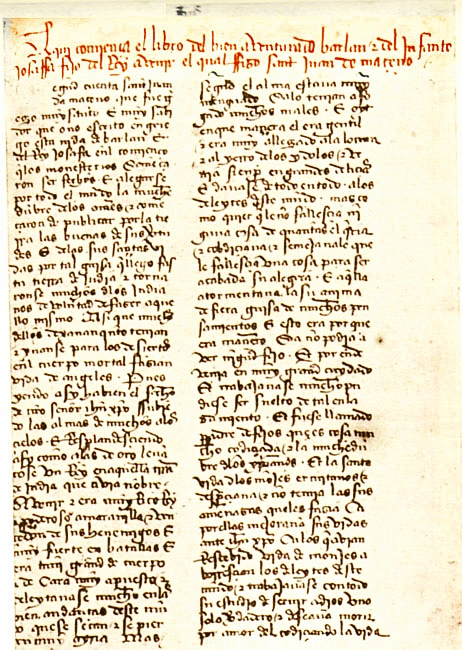
Manuscrit castellà amb la història de Barlaam i Josafat, s. XV (Madrid, BNE)

## Llegat
El relat apareix també com a motiu secundari o d'inspiració en altres obres literàries. Així, William Shakespeare n'aprofita fragments al Mercader de Venècia, en l'episodi dels tres cofres que s'inspira en la Gesta Romanorum. El príncep Segismundo de La vida es sueño de Pedro Calderón de la Barca està inspirat en el príncep captiu per una profecia feta al seu pare.

## Edicions
- (castellà) Barlaam e Josafat. Edición crítica por John Esten Keller y Robert White Linker. Introducción d'Olga T. Impey y J. E. Kelley. Madrid: C.S.I.C./Instituto Miguel de Cervantes, 1979 (Clásicos Hispánicos).
- (castellà) Óscar de la Cruz Palma (curador): Barlaam et Iosaphat. Versión vulgata latina con la traducción castellana de Juan de Arce Solorceno (1608). Madrid: C.S.I.C. & /Bellaterra(Barcelona): Servei de Publicacions de la Universitat Autònoma de Barcelona, 2001 (Nova Roma, 12). ISBN 84-00-07925-6.